# 金克和
金克和（1916年11月26日—2000年9月19日），安徽省全椒县人，中國國民黨籍。中央政治學校大學部行政系畢業。歷任四川省蓬安县政府科長、代縣長，國民政府軍事委員會委員長侍從室第三處視察員，中國青年軍政工班上校指導員，松江省政府參事，中國國民黨北平特別市黨部委員兼書記長，北平市參議會議員，北平市銀行常務董事，暨代理北平商業銀行董事長；在1949年时隨中華民國政府遷台，任財政部參事。在1951年接掌財政部錢幣司司長，兼任外匯貿易審議小組華僑暨外國人投資審議委員會委員，代理中央銀行貨幣政策與外匯管理等業務長達十六年之久，經歷關吉玉、嚴家淦、徐柏園、陳慶瑜等四位財長，金克和肩負重責，表現穩健，遠見魄力兼備，極受層峰器重。 
央行在台復業後，金克和奉派兼任中央銀行金融業務檢查處處長，除完成各項金融法令的修訂，加強金融檢查績效，更曾獲行政院頒發獎狀。在1965年，金克和調任行政院外匯貿易審議委員會副主任委員，協助主委徐柏園改革外匯制度及推動對外貿易業務，令徐柏園甚為感佩。 
在1969年，臺北市改制為直轄市，為充裕市庫，協助各項市政建設之推動，政府決定創設台北市銀行。金克和受命主持籌備工作，于1971年4月20日，順利開業，奉派為首任董事長；在1976年以政府對金融機構實施輪調制度，任期屆滿卸職，台北市銀行在其卓越領導下，在7年間已躍升為台灣十大公營行庫之列，金克和金融長才由此可見。
金克和離開北市銀後，先後奉派中國農民銀行、中國國際商業銀行董事長及國際票券金融股份有限公司董事長，共任職逾廿年，連續主持四家大型機構長達30年。他在台灣金融界的地位，至今無人能出其右。 
金克和为人學識淵博、處事週延、待人親切且富幽默感。他一向重視人才培訓，經他提攜栽培幹才無數，廣布台灣金融界。
他在任職財政部期間，兼任中央信託局常駐監察人，並先後出任国际复兴开发银行國際貨幣基金理事年會顧問，聯合國遠經會年會代表，遠經農貸會議首席代表。國立政治大學在台復校後，金克和長期在該校財稅系及財政研究所任教。同時在淡江文理學院、國防大學、三軍大學開設講座。門下學生服務政府機構及公民營事業者，對台灣經濟建設發展付出许多的智慧與心血。他的著作及論文有：「國家戰略之經濟因素概況」、「金融業務經濟要領」、「經濟發展與銀行功能」等。 于2000年9月19日病逝於台北。

## 經歷
| 年份 | 職務                                             |
| ---- | ------------------------------------------------ |
| 1949 | 財政部錢幣司司長兼中央銀行金融檢查處處長         |
| 1951 | 行政院經合會金融小組副召集人、中央信託局長駐監事 |
| 1965 | 行政院外匯貿易審議委員會副主任委員               |
| 1969 | 台北市銀行首任董事長                             |
| 1976 | 中國農民銀行董事長                               |
| 1982 | 中國國際商業銀行董事長                           |
| 1987 | 國際票券金融公司董事長                           |
| 1993 | 被聘為國民黨第十四屆中央評議委員                 |